# Benitz (Brome)
Benitz ist ein Ortsteil des niedersächsischen Fleckens Brome. Es ist der nördlichste Ortsteil in der Samtgemeinde Brome.

## Geographie
Benitz liegt drei Kilometer nordwestlich des Ortes Brome an der Bundesstraße 244. In der Umgebung finden sich vor allem Felder und kleinere Forstgebiete. Östlich von Benitz fließt die Ohre. 
Die Bromer Ortsteile Altendorf und Wiswedel liegen etwa zwei Kilometer südöstlich bzw. drei Kilometer westlich. Der Wittinger Ortsteil Radenbeck liegt vier Kilometer nordwestlich. Nächstgelegener Ort ist Wendischbrome in Sachsen-Anhalt, das nur einen Kilometer östlich liegt. 

## Geschichte
Benitz wurde als Rundling erbaut. Der Name entstammt dem Altslawischen und bedeutet so viel wie „Ort des Ben“, wobei Ben „Töter der Feinde“ bedeutet. Im 17. Jahrhundert wurde der Ort als Behnsen oder Behnßen bezeichnet. Im Osten Benitz’ wurde die Mühle Gödchen Mühle (auch Gätjen Mühle oder Gödjen Mühle) errichtet, die auch von den Landwirten aus Wendischbrome genutzt wurde. 1872 gab es in Benitz einen Großbrand, in dessen Folge die Rundlingsstruktur weitgehend aufgegeben wurde und 1880 die Chaussee durch den Ort gelegt werden konnte. 1909 wurde die Bahnstrecke Wittingen–Oebisfelde eröffnet, die westlich von Benitz verläuft. Dort befand sich auch der Bahnhof Benitz-Wiswedel, der bis 1974 im Personenverkehr bedient wurde. 1928 wurde ein eigener Friedhof angelegt, nachdem zuvor die Beerdigungen in Altendorf stattgefunden hatten.
1919 lebten in Benitz 114 Personen. 1939 war die Zahl auf 106 gesunken; bis 1950 stieg sie wegen der Flüchtlingsströme auf 205 an. 1984 betrug die Einwohnerzahl 111. Im selben Jahr gab es dort acht landwirtschaftliche Betriebe.
Die Gemeinde Benitz wurde am 1. Juli 1965 Teil der Samtgemeinde Brome. Am 1. März 1974 wurde sie in den Flecken Brome eingemeindet und somit am 15. März 1974 Teil der neugegründeten Samtgemeinde Brome.

## Infrastruktur
Benitz gehört zum evangelisch-lutherischen Pfarramt Brome I des Pfarrverbundes Brome-Tülau/Ehra. Der Ort liegt unmittelbar an der B 244. Eine Kreisstraße führt nach Wiswedel. Benitz wird von Bussen der VLG-Linie 163 (Wittingen–Brome/Zicherie) im Zweistundentakt sowie in der Schulzeit von Bussen der VB-Linie 165 angefahren.